# Coppa di Danimarca (pallavolo femminile)
La Coppa di Danimarca di pallavolo femminile è un torneo per club della Danimarca ed è posto sotto l'egida della Federazione pallavolistica della Danimarca.

## Albo d'oro
| Edizione         | Edizione          | Podio          | Podio                                     | Podio          |
| Anno             | Sede della finale | Campione       | Risultato                                 | Finalista      |
| ---------------- | ----------------- | -------------- | ----------------------------------------- | -------------- |
| 1976-77 Dettagli | -                 | ASV Aarhus     | -                                         | Gladsaxe VK    |
| 1977-78 Dettagli | -                 | ASV Aarhus     | -                                         | Gladsaxe VK    |
| 1978-79 Dettagli | -                 | Helsingør KFUM | -                                         | Skødstrup SF   |
| 1979-80 Dettagli | -                 | Helsingør KFUM | -                                         | -              |
| 1980-81 Dettagli | -                 | Helsingør KFUM | -                                         | -              |
| 1981-82 Dettagli | -                 | ASV Aarhus     | -                                         | -              |
| 1982-83 Dettagli | -                 | Helsingør KFUM | -                                         | Gladsaxe VK    |
| 1983-84 Dettagli | -                 | Helsingør KFUM | -                                         | -              |
| 1984-85 Dettagli | -                 | Helsingør KFUM | -                                         | -              |
| 1985-86 Dettagli | -                 | Helsingør KFUM | -                                         | BVC Esbjerg    |
| 1986-87 Dettagli | -                 | Helsingør KFUM | -                                         | Holte          |
| 1987-88 Dettagli | -                 | Holte          | -                                         | Slagelse VK    |
| 1988-89 Dettagli | -                 | Holte          | -                                         | ASV Aarhus     |
| 1989-90 Dettagli | -                 | ASV Aarhus     | -                                         | Holte          |
| 1990-91 Dettagli | -                 | ASV Aarhus     | -                                         | Holte          |
| 1991-92 Dettagli | -                 | Fortuna Odense | -                                         | Holte          |
| 1992-93 Dettagli | -                 | Holte          | -                                         | Fortuna Odense |
| 1993-94 Dettagli | -                 | Holte          | -                                         | Fortuna Odense |
| 1994-95 Dettagli | -                 | Holte          | -                                         | Fortuna Odense |
| 1995-96 Dettagli | -                 | Fortuna Odense | -                                         | Frederiksberg  |
| 1996-97 Dettagli | -                 | Holte          | -                                         | Gentofte       |
| 1997-98 Dettagli | -                 | Holte          | -                                         | DHG Odense     |
| 1998-99 Dettagli | -                 | DHG Odense     | -                                         | Holte          |
| 1999-00 Dettagli | -                 | Holte          | -                                         | DHG Odense     |
| 2000-01 Dettagli | -                 | DHG Odense     | -                                         | Holte          |
| 2001-02 Dettagli | -                 | DHG Odense     | -                                         | Aalborg        |
| 2002-03 Dettagli | -                 | Holte          | -                                         | DHG Odense     |
| 2003-04 Dettagli | -                 | DHG Odense     | -                                         | Holte          |
| 2004-05 Dettagli | -                 | Lyngby Volley  | -                                         | Aalborg        |
| 2005-06 Dettagli | -                 | Fortuna Odense | -                                         | ASV Aarhus     |
| 2006-07 Dettagli | -                 | Fortuna Odense | -                                         | Gentofte       |
| 2007-08 Dettagli | -                 | Fortuna Odense | -                                         | Lyngby Volley  |
| 2008-09 Dettagli | -                 | Holte          | -                                         | Fortuna Odense |
| 2009-10 Dettagli | Holte             | Fortuna Odense | 3 - 0 (25-21, 25-19, 25-20)               | Holte          |
| 2010-11 Dettagli | Odense            | Fortuna Odense | 3 - 2 (15-25, 25-23, 24-26, 25-23, 17-15) | Holte          |
| 2011-12 Dettagli | Odense            | Brøndby        | 3 - 2 (23-25, 25-23, 17-25, 25-21, 15-10) | Holte          |
| 2012-13 Dettagli | Odense            | Holte          | 3 - 0 (28-26, 25-20, 25-16)               | Brøndby        |
| 2013-14 Dettagli | Odense            | Holte          | 3 - 0 (25-16, 25-14, 25-20)               | Frederiksberg  |
| 2014-15 Dettagli | Frederiksberg     | Brøndby        | 3 - 1 (26-24, 19-25, 25-20, 25-19)        | Holte          |
| 2015-16 Dettagli | Frederiksberg     | Brøndby        | 3 - 0 (25-17, 25-21, 25-23)               | Holte          |
| 2016-17 Dettagli | Frederiksberg     | Brøndby        | 3 - 2 (22-25, 27-25, 20-25, 25-19, 15-9)  | Holte          |
| 2017-18 Dettagli | Frederiksberg     | Holte          | 3 - 0 (25-22, 25-22, 25-20)               | Brøndby        |
| 2018-19 Dettagli | Brøndby           | Brøndby        | 3 - 2 (25-21, 25-20, 13-25, 16-25, 19-17) | Holte          |
| 2019-20 Dettagli | Aarhus            | Holte          | 3 - 0 (25-19, 25-14, 25-16)               | Elite Aarhus   |